# Вилађо Сан Леонардо
Вилађо Сан Леонардо је насеље у Италији у округу Сиракуза, региону Сицилија.
Према процени из 2011. у насељу је живело 40 становника. Насеље се налази на надморској висини од 8 м.